# Katarina kyrkogård

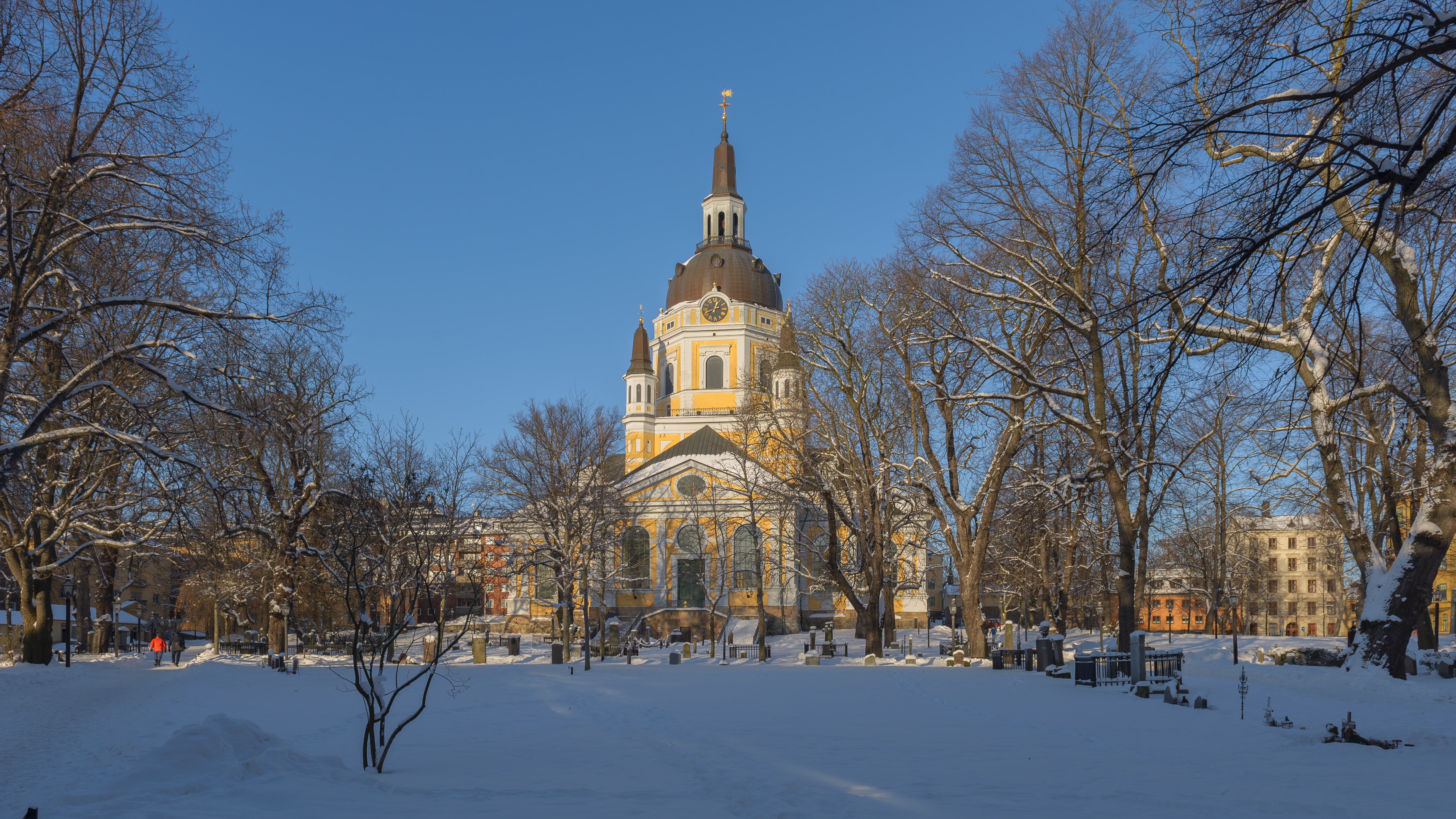
Kyrkogården i januari 2013.

Katarina kyrkogård ligger i anslutning till Katarina kyrka på östra Södermalm i Stockholm. Kyrkogården har gamla anor. Redan på 1330-talet fanns i södra delen ett kapell - Helga kors kapell. Detta revs på 1500-talet. Det kan även ha funnits en begravningsplats i anslutning till kapellet.

## Historik
Johan III lät på 1590-talet bygga Sturekapellet som låg ungefär mitt på den nuvarande kyrkogården på den plats där Kristian Tyrann lät bränna offren för Stockholms blodbad. Kring detta kapell vet man att det fanns en begravningsplats. Finska församlingen använde Sturekapellet i början av 1600-talet och begravde också sina församlingsbor här, vilket framgår av en minnessten på kyrkogården.
Katarina kyrkogård som den ser ut idag anlades i samband med att Katarina kyrka byggdes. Det var från början en ganska ödslig plats utan växtlighet, speciellt runt kyrkan där berget gick i dagen. På 1710-talet planterades de första träden men det var svårt att få någonting att växa i den karga miljön och flera nyplanteringar gjordes. Det hela blev inte bättre av att boskap tog sig in på kyrkogården och skadade träd och annan växtlighet trots murar och grindar.
Carl Michael Bellman skildrar kyrkogården i en av Fredmans epistlar, Aldrig en iris på dessa bleka fält. Det var först i och med en omreglering på 1780-talet som man ökade på jordlagret och planterade stora mängder träd.
Gravkoren längs Katarina västra kyrkogata byggdes i flera etapper under 1700-talet. Det äldsta är från 1711.
I början på 1700-talet härjade pesten svårt i församlingen och dödligheten i de fattiga gårdarna var stor. Det gjorde det svårt att få kyrkogården att räcka till och inte blev det bättre av att kyrkogården användes för sådana som dött i arrestlokaler och spinnhus. 
Minneslunden invigdes 1991 och här finns en skulptur av Bertil Berggren Askenström.

## Begravda kända personer (urval)
Bland personer som är begravda på Katarina kyrkogård märks Michael Nyqvist, Lars Wivallius, Cornelis Vreeswijk, Stig Sjödin, Gösta Ekman (d.y.), Sven "Svenne Berka" Bergqvist, Tosse Bark, Johan Bergenstråhle, Anna Lindh, Per Anders Fogelström, Putte Wickman, Roffe Berg, Lasse Strömstedt, Emil Forselius, Kim Anderzon, Gustaf Sjökvist, Tomas Pontén, Bengt Elde, Per Ahlmark, Tomas Tranströmer, Anders Carlberg, Adam Alsing, Jan O. Karlsson, Sara Danius, Einár, Christian Falk och Lars Gustafsson.
I minneslunden är Johanna Sällström och Inga Gill gravsatta.

## Bilder

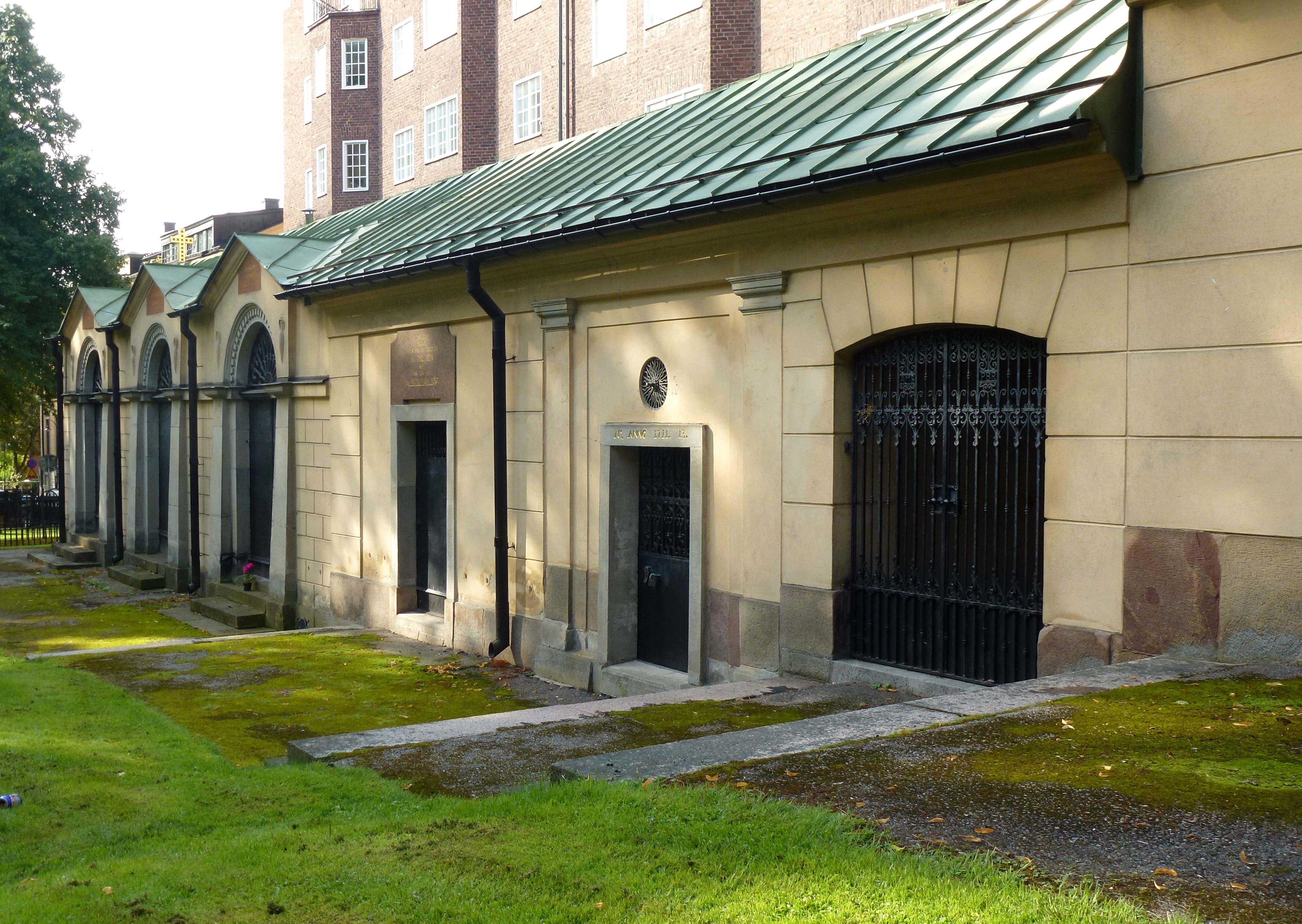
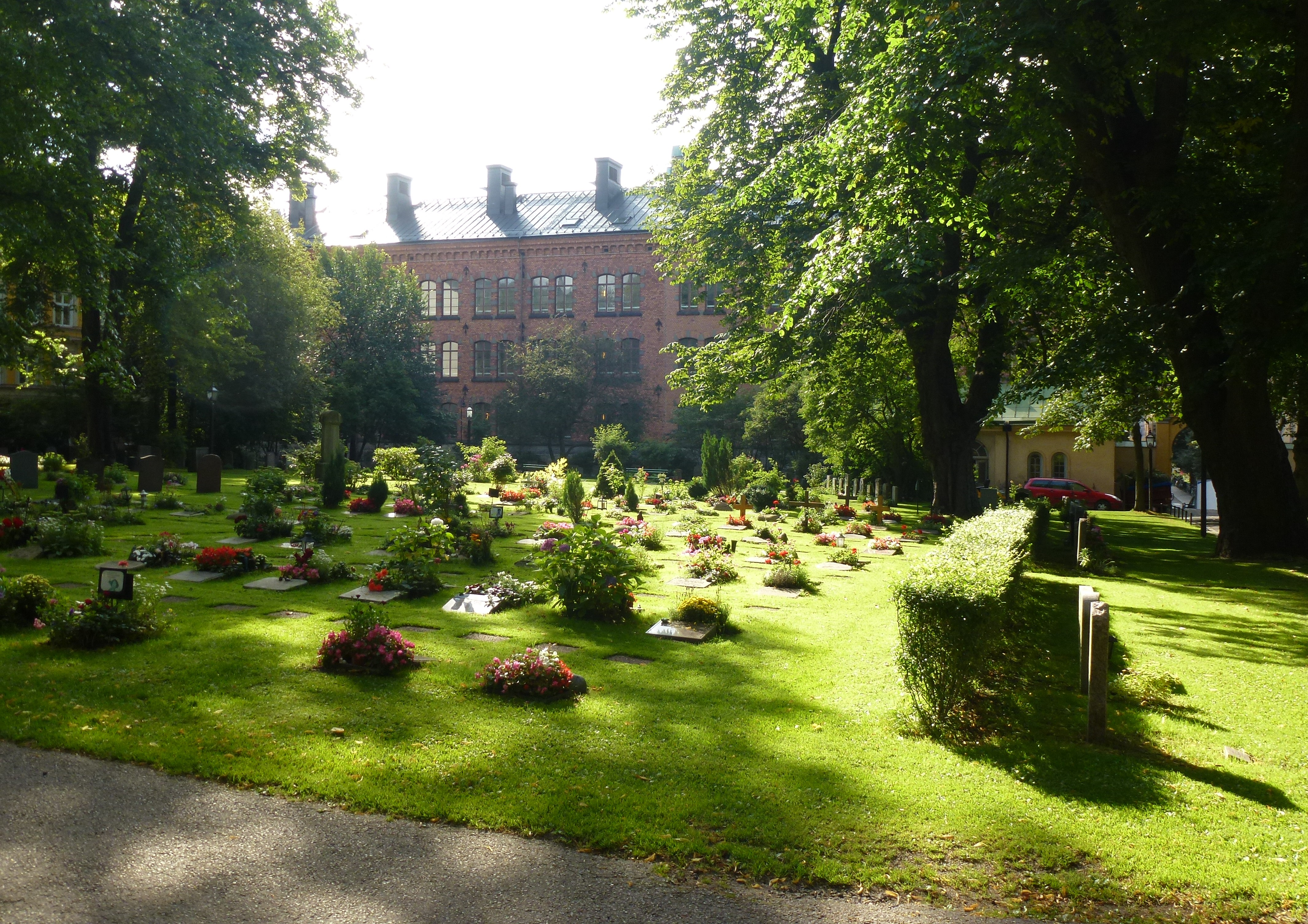
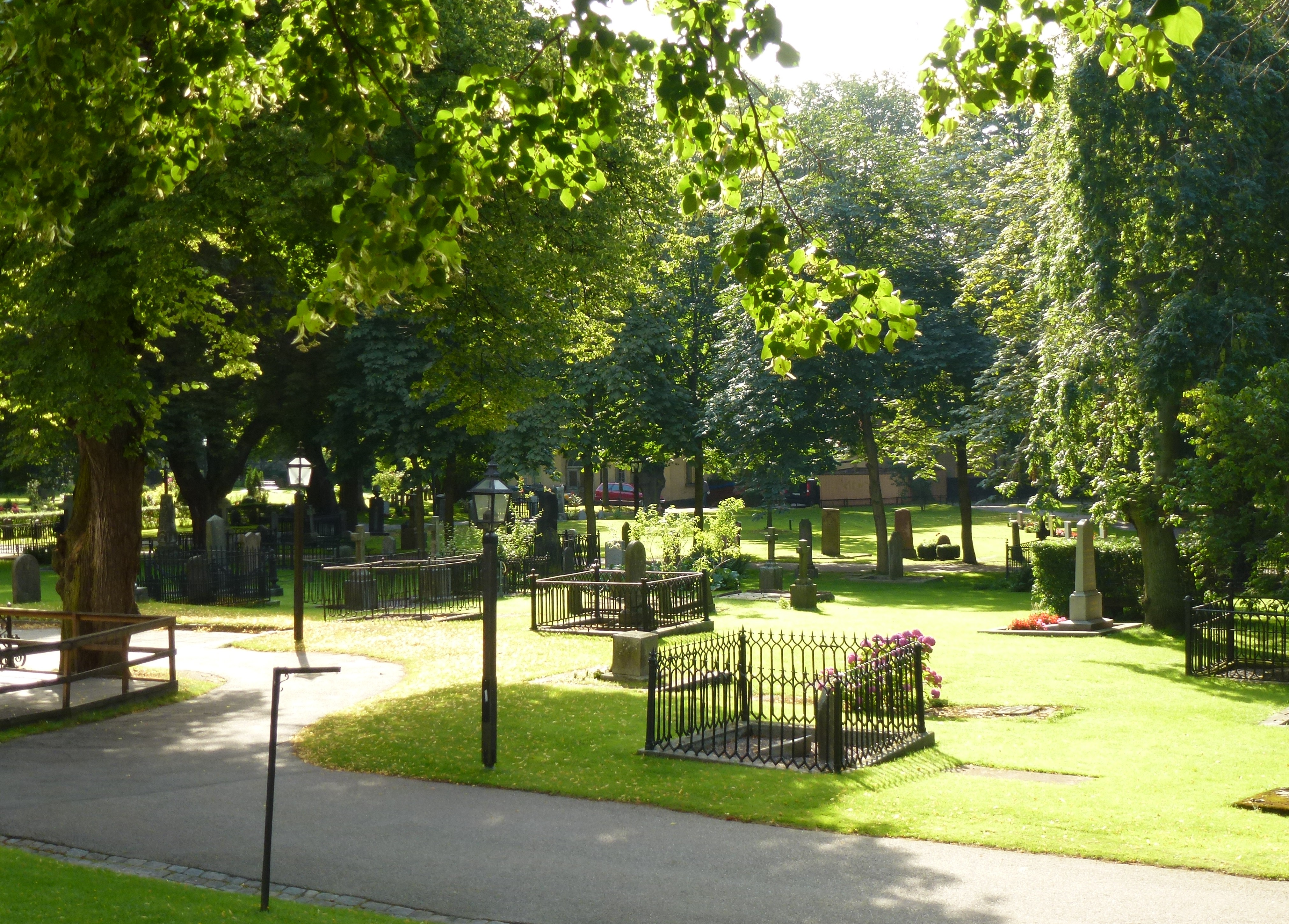
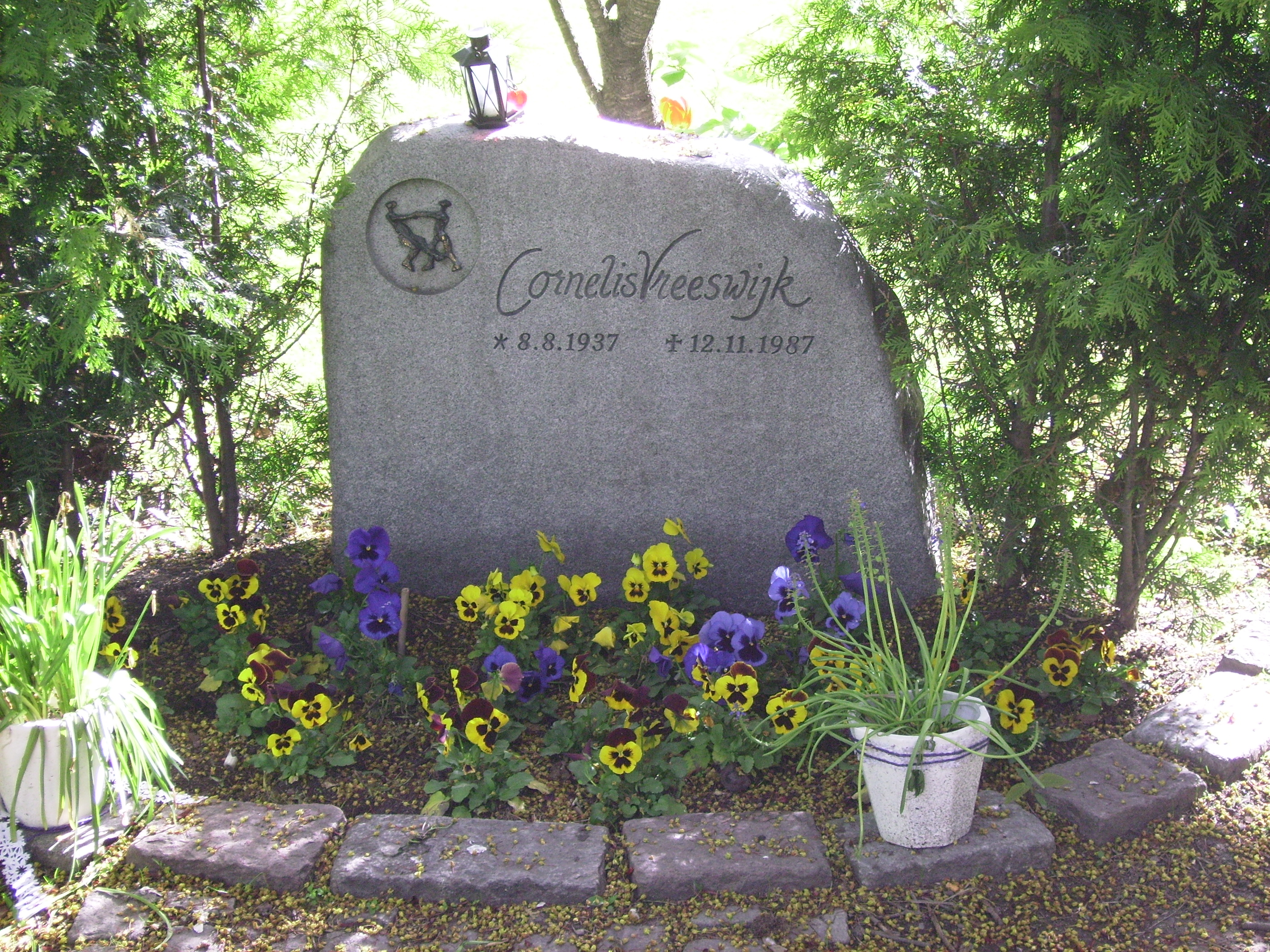
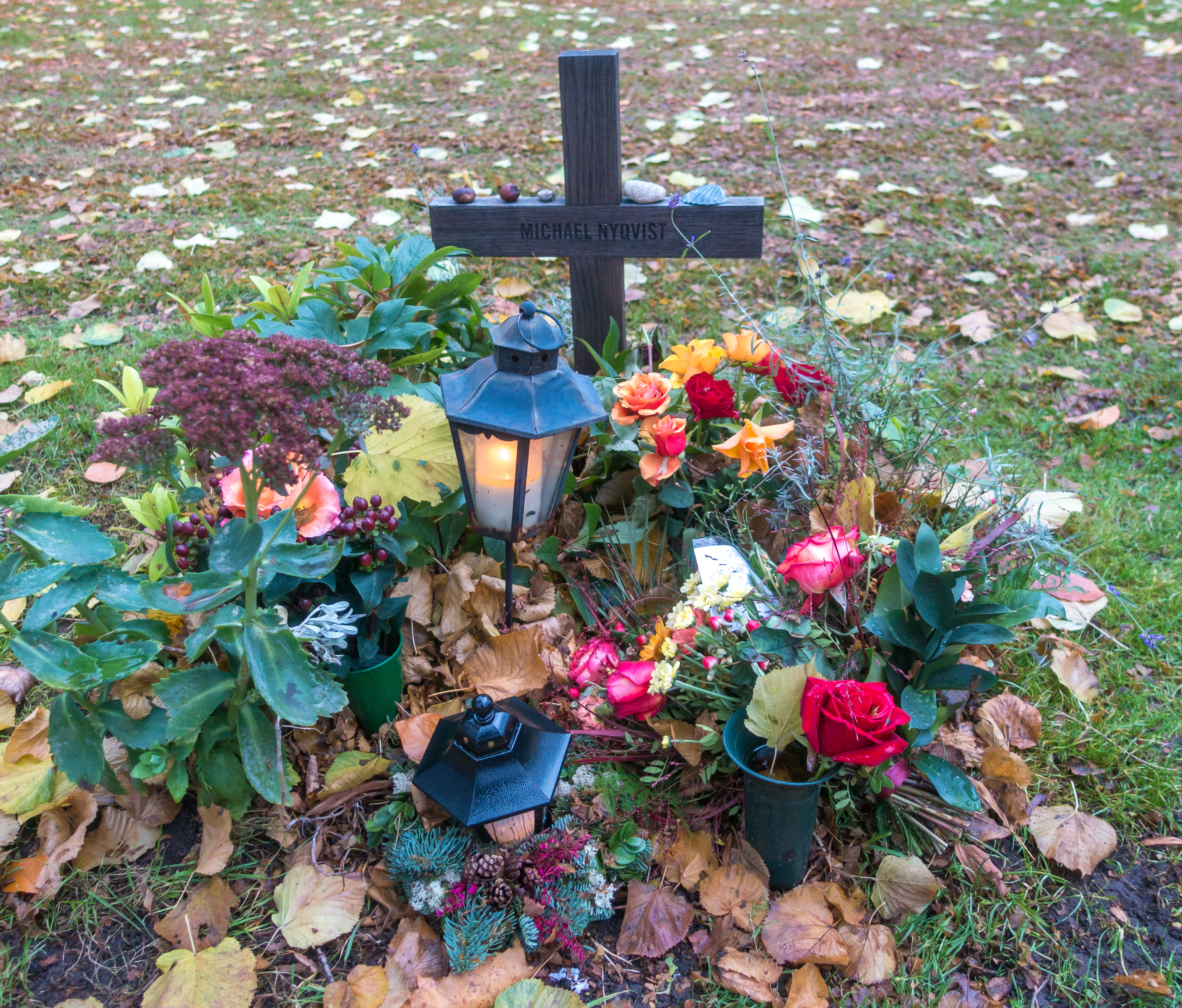
Michael Nyqvists grav.
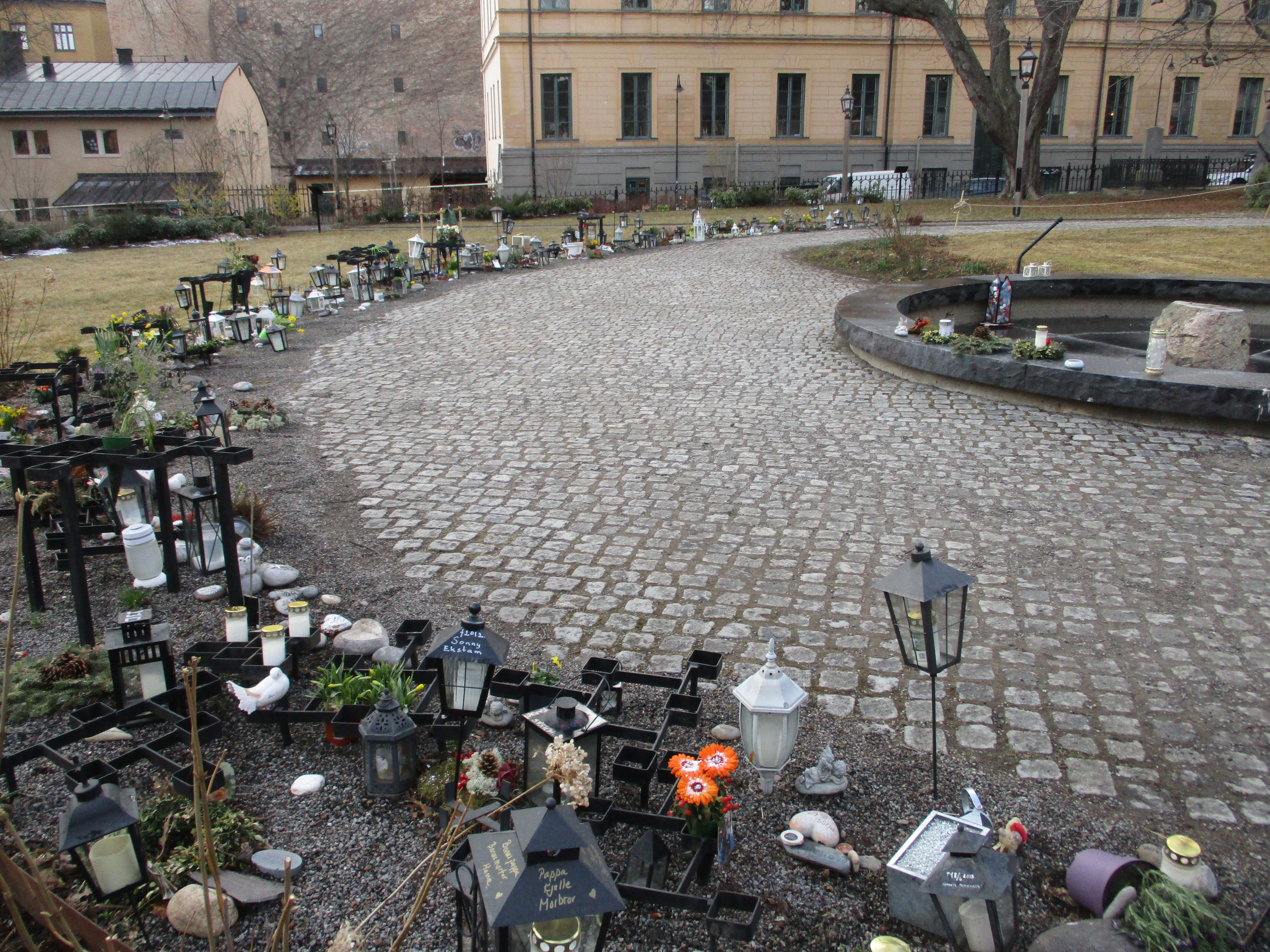
Minneslunden